# Филипс, Джадсон
Джадсон Пентикост Филипс (англ. Judson Pentecost Philips) (10 августа 1903 — 7 марта 1989) — американский писатель и журналист.

## Биография
Родился в семье оперного певца Артура Филипса и актрисы Фредерики Филипс. Его дядей был нью-йоркский адвокат Хью Пентикост. Его имя Филипс взял себе в качестве псевдонима.
Филипс учился в Англии и США, в 1925 году получил степень бакалавра в Колумбийском университете. Писать он начал рано, ещё в школе. Первый рассказ, «Комната 23», был напечатан в журнале «Флинн» в 1923 году во время учёбы в университете. В 1926 году Филипс стал репортером газеты «Нью-Йорк трибюн» и одновременно публиковал рассказы во многих периодических изданиях.
Помимо литературной деятельности, Джадсон Филипс с 1949 по 1956 год издавал «Гарлем Вэлли таймс» в городе Амениа, штат Нью-Йорк. Был политическим обозревателем и рецензентом новых книг «Лейквилл джорнэл» в городе Лейквилл, штат Коннектикут. В 1951 году основал театр «Шэйрон Плейхауз», которым руководил в течение двадцати лет. В 1970-е годы вел популярную радиопередачу на радиостанции в городе Торрингтон, штат Коннектикут. Дважды женился, второй раз в 1951 году. От первого брака у него было трое детей, сын и две дочери, от второго — сын.
Около 80 детективных романов Пентикоста состоят из нескольких объемных серий, объединенных главными героями — журналистом Питером Стайлзом, художником Джоном Джерико, управляющим отелем Пьером Шамбреном, бизнесменом Джулианом Квистом.
Написание такого числа серий (и соответственно героев) определено тем, что писатель построил все своё творчество, исходя из положения, что количество драматических ситуаций вполне ограниченно, а люди — «пища для воображения писателя». Поэтому, несмотря на приличное количество изданных книг, избежал повторения собственных сюжетов. Повторение можно усмотреть лишь в том, что его романы достаточно увлекательны, герои неординарны, а зло никогда не остается безнаказанным.
Избирался президентом Американской Ассоциации детективных писателей. Лауреат премии этой Ассоциации, а также премии Ниро Вульфа.
Скончался 7 марта 1989 года от осложнений, связанных с эмфиземой.

## Произведения под именем Джадсон Филипс

### Журналист Питер Стайлз
1. Laughter Trap (1964) — По следу смеющегося маньяка / Шутники
2. Black Glass City (1965)
3. The Twisted People (1965) — Ложная жертва
4. Wings of Madness (1966) — Крылья безумия
5. Thursday's Folly (1967) — Дом на горе / Замок Тэсдея
6. Hot Summer Killing (1968) — Убийство жарким летом
7. Nightmare at Dawn (1970)
8. Escape a Killer (1971)
9. The Vanishing Senator (1972) — Исчезнувший сенатор
10. Larkspur Conspiracy (1973)
11. The Power Killers (1974)
12. Walked a Crooked Mile (1975) — По кривой дорожке
13. Backlash (1976)
14. Five Roads to Death (1977)
15. Murder Arranged (1978)
16. Why Murder (1979)
17. Death is a Dirty Trick (1980)
18. Murder as the Curtain Rises (1981)
19. Target for Tragedy (1982) — Жертва трагедии

### Вне серии
- Red War (1936) [соавтор Томас М. Джонсон] — Красная война
- Death Delivers a Postcard (1940)
- Murder in Marble: a Detective Story (1940)
- Odds on the Hot Seat (1941)
- The Fourteenth Trump (1942)
- Killer on the Catwalk (1959)
- Whisper Town (1960) — Город слухов
- A Dead Ending (1962)
- The Dead Can't Love (1963)

## Произведения под псевдонимом Хью Пентикост

### Лейтенант Люк Бредли
1. Cancelled in Red (1939) — Выделенное красным
2. Twenty-Fourth Horse (1940) — Двадцать четвертая лошадь
3. I'll Sing at Your Funeral (1942) — Я буду петь на твоих похоронах
4. The Brass Chills (1943) — Служба закаляет

### Доктор Джон Смит
1. Memory of Murder (1946) [четыре рассказа]:
- Memory of Murder
- Secret Corridors
- Volcano
- Fear Unlocked

2. Where the Snow Was Red (1946) — Где снег был красным
3. Shadow of Madness (1950) — Тайники души

### Лейтенант Паскаль
1. Lieutenant Pascal's Tastes in Homicide (1954) [сборник рассказов]
2. The Obituary Club (1958)
3. The Lonely Target (1959)
4. Only the Rich Die Young (1964)

### Дядюшка Джордж (Джордж Кроуд)
1. Choice of Violence (1961) — Выбираю насилие / Жестокий выбор
2. Murder Sweet and Sour (1965)
3. Around Dark Corners (1970) [сборник рассказов]
4. The Copycat Killers (1983)
5. Price of Silence (1984)
6. Death by Fire (1986)
7. Pattern for Terror (1990) — Показательный террор

### Главный менеджер отеля Пьер Шамбрен
1. Cannibal who Overate (1962) — Обожравшийся каннибал / Людоед, который объелся / Переевший людоед / Людоед, который переел
2. The Shape of Fear (1963) — Оборотни / Перевёртыши
3. Evil that Men Do (1966)
4. The Golden Trap (1967)
5. Gilded Nightmare (1968) — Позолоченный кошмар
6. Girl Watcher's Funeral (1969)
7. The Deadly Joke (1971)
8. Birthday, Deathday (1972)
9. Walking Dead Man (1973) — Ходячий покойник
10. Bargain with Death (1974)
11. Time of Terror (1975)
12. Fourteen Dilemma (1976)
13. Death After Breakfast (1978)
14. Random Killer (1979)
15. Beware Young Lovers (1980)
16. Murder in Luxury (1981)
17. With Intent to Kill (1982)
18. Murder in High Places (1983)
19. Remember to Kill Me (1984) — Не забудь меня застрелить
20. Murder Round the Clock (1985)
21. Nightmare Time (1986) — Время кошмаров
22. Murder Goes Round and Round (1988) — Смерть идет по кругу

### Художник Джон Джерико
1. The Sniper (1965) — Снайпер
2. Hide Her from Every Eye (1966) — Убереги её от дурного глаза / Убереги её от злого глаза / Убереги её
3. The Creeping Hours (1966) — Чума насилия
4. Dead Woman of the Year (1967)
5. Girl with Six Fingers (1969) — Шестипалая
6. Plague of Violence (1970)

### Бизнесмен Джулиан Квист
1. Don't Drop Dead Tomorrow (1971) — Только не умри завтра
2. Champagne Killer (1972) — Любитель Шампанского / Убийца на вечеринке с шампанским / Убить, чтобы остаться
3. Beautiful Dead (1973)
4. The Judas Freak (1974)
5. Honeymoon with Death (1975)
6. Die After Dark (1976)
7. Steel Palace (1977)
8. Deadly Trap (1978)
9. Homicidal Horse (1979)
10. The Death Mask (1980)
11. Sow Death, Reap Death (1981)
12. Past, Present and Murder (1982)
13. Murder out of Wedlock (1983)
14. Substitute Victim (1984) — Ложная жертва
15. The Party Killer (1986)
16. Kill and Kill Again (1987) — И снова убийство

### Вне серий
- Cat and Mouse (1940)
- Chinese Nightmare (1947)
- The Assassins (1955)
- Kingdom of Death (1960) — Королевство смерти
- The Deadly Friend (1961)
- Murder Clear Track Fast (1961)
- The Tarnished Angel (1963) — Запятнанный ангел
- Day the Children Vanished (1976) — День, когда исчезли дети
- Murder as Usual (1977) — Обычный бизнес

### Антологии
- Death Wears a Copper Necktie: and other stories (1946)
- Alfred Hitchcock's Daring Detectives (1969)

## Произведение под псевдонимом Филип Оуэн
- Mystery at a Country Inn (1979)